# Lockheed Model 8 Sirius
Dimensions
Le Lockheed Model 8 Sirius est un avion monoplan monomoteur, conçu et construit par Jack Northrop et Gerard Vultee alors qu'ils étaient ingénieurs chez Lockheed en 1929, à la demande de Charles Lindbergh. Deux versions différentes furent construites pour l'United States Air Force, l'une faite en grande partie de bois avec un train d'atterrissage fixe et l'autre avec un revêtement métallique et un train d'atterrissage rétractable, désigné respectivement Y1C-25 et Y1C-23. Il servit principalement pour le transport.

## Histoire
Un total de 15 Sirius furent construits en 1929 et 1930.
Le premier (NR-211) fut acheté par Charles Lindbergh et transformé en hydravion en 1931. La même année, Lindbergh et son épouse, Anne Morrow Lindberg, volèrent à son bord vers l'Extrême-Orient, où elle écrivit un livre au sujet de leurs expériences sur place nommé North to the Orient. L'avion fut endommagé à Hankou en Chine, lorsqu'il chavira accidentellement en étant déchargé du porte-avions HMS Hermes, il dut alors être renvoyé chez Lockheed pour être réparé.
En 1931, György Endresz et Sándor Magyar réussirent un vol transatlantique USA-Hongrie avec un Lockheed Sirius 8A nommé "Justice for Hungary".
En 1933, les Lindbergh repartirent avec leur Sirius, remis à niveau avec un moteur plus puissant, un nouveau gyroscope et un horizon artificiel. Cette fois, leur route les conduisit à travers l'Atlantique Nord, sans destination précise, mais surtout dans le but de défricher de potentielles nouvelles lignes aériennes pour la Pan Am.
Lors d'une escale de ravitaillement à Angmagssalik au Groenland, les Inuits de la région donnèrent au Sirius le surnom « Tingmissartoq » ou » celui qui vole comme un oiseau ». Ils continuèrent leur vol et firent de nombreux arrêts en Europe, en Russie, puis plus au sud en Afrique, ils traversèrent l'Atlantique Sud et le Brésil, pour finalement revenir à New York à la fin 1933, après 30 000 km parcourus et 21 pays traversés ; des foules de gens se déplacèrent pour les accueillir lorsqu'ils atterrirent.

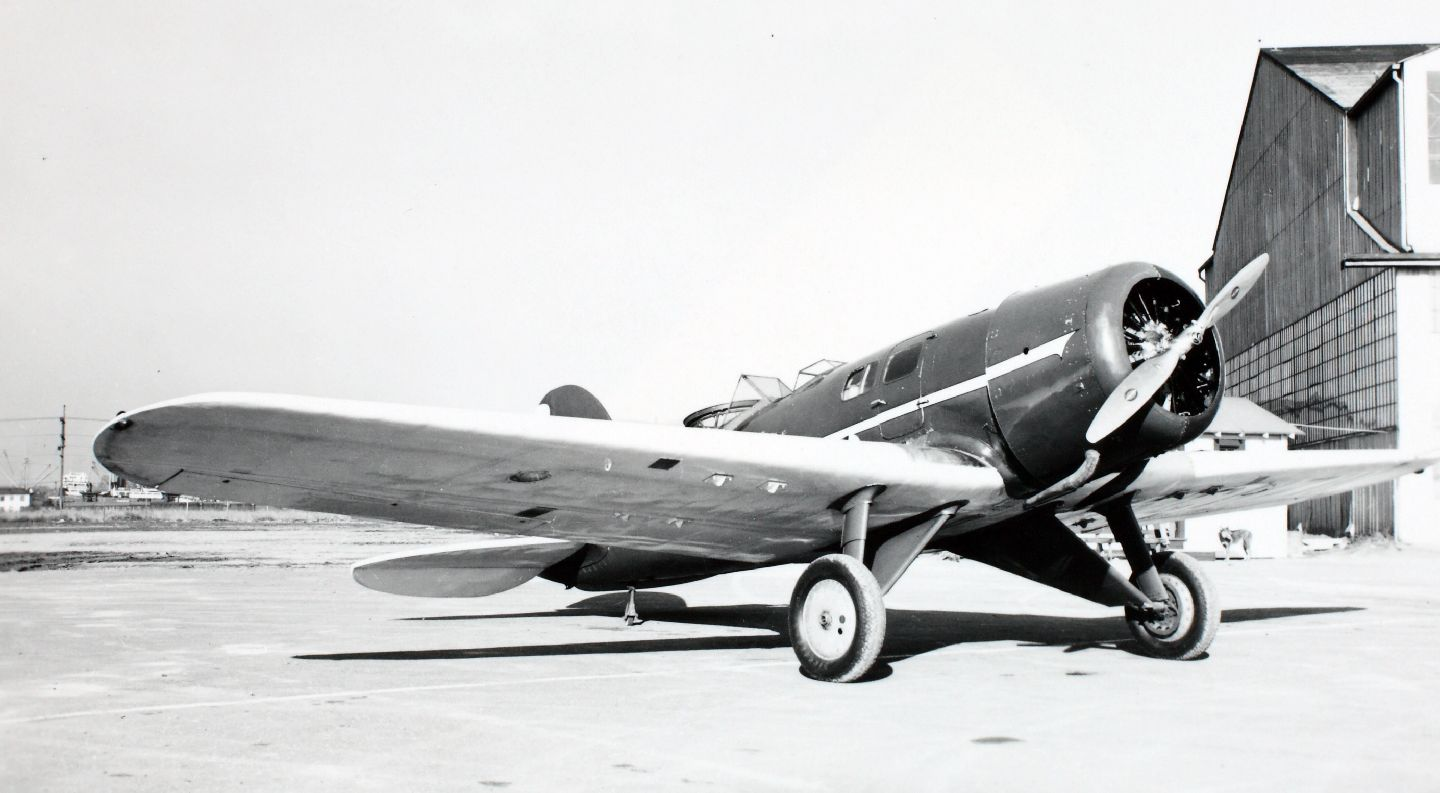
Le Lockheed Sirius de Paul Mantz.

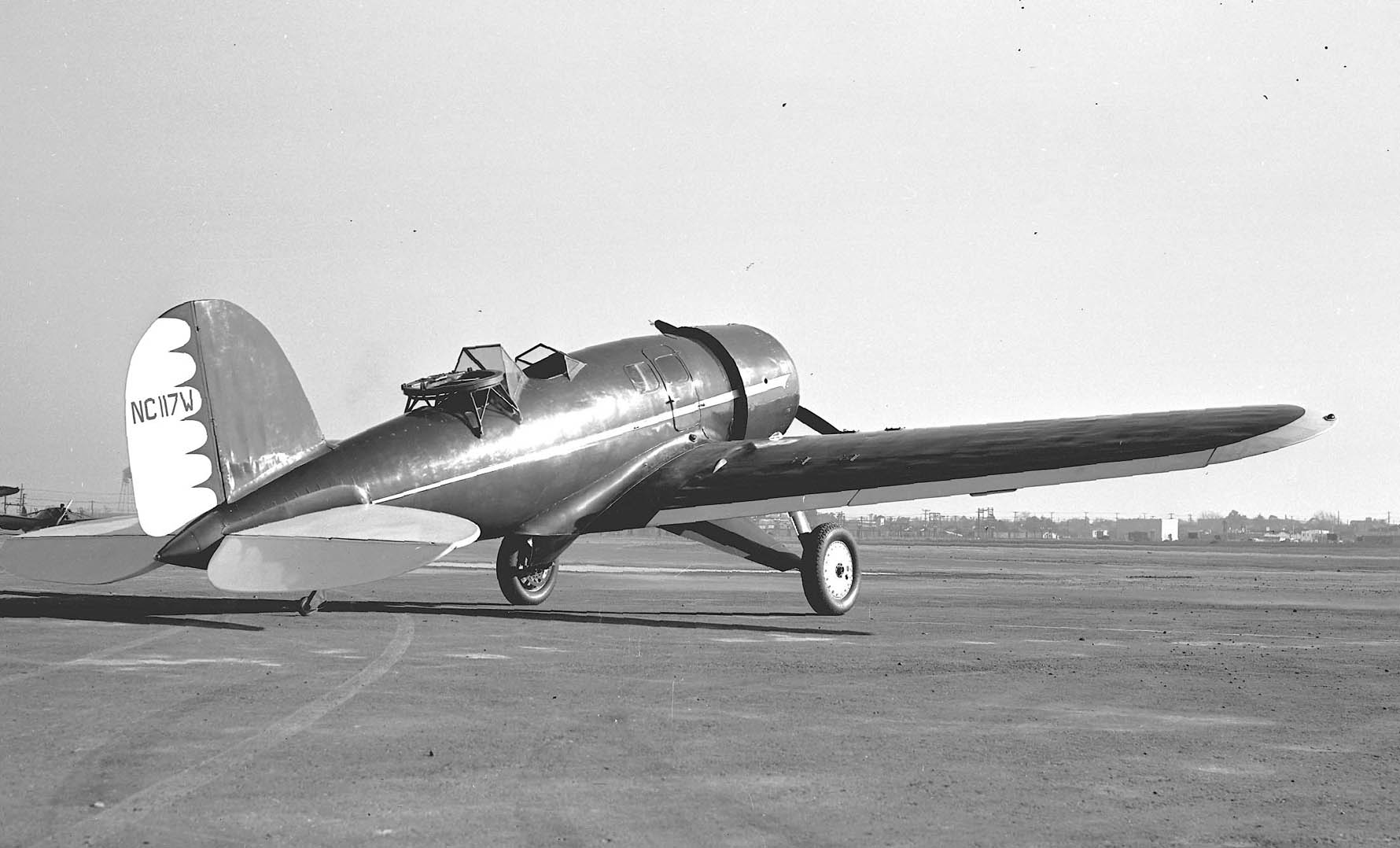
Lockheed Sirius 8C

L'avion appartenait au Muséum américain d'histoire naturelle à New York jusqu'en 1955, lorsqu'il fut transféré au National Museum of the United States Air Force à Dayton, Ohio. Il fut ensuite donné à la Smithsonian Institution en 1959, pour être exposé au National Air and Space Museum depuis l'ouverture du musée en 1976.

## Variantes

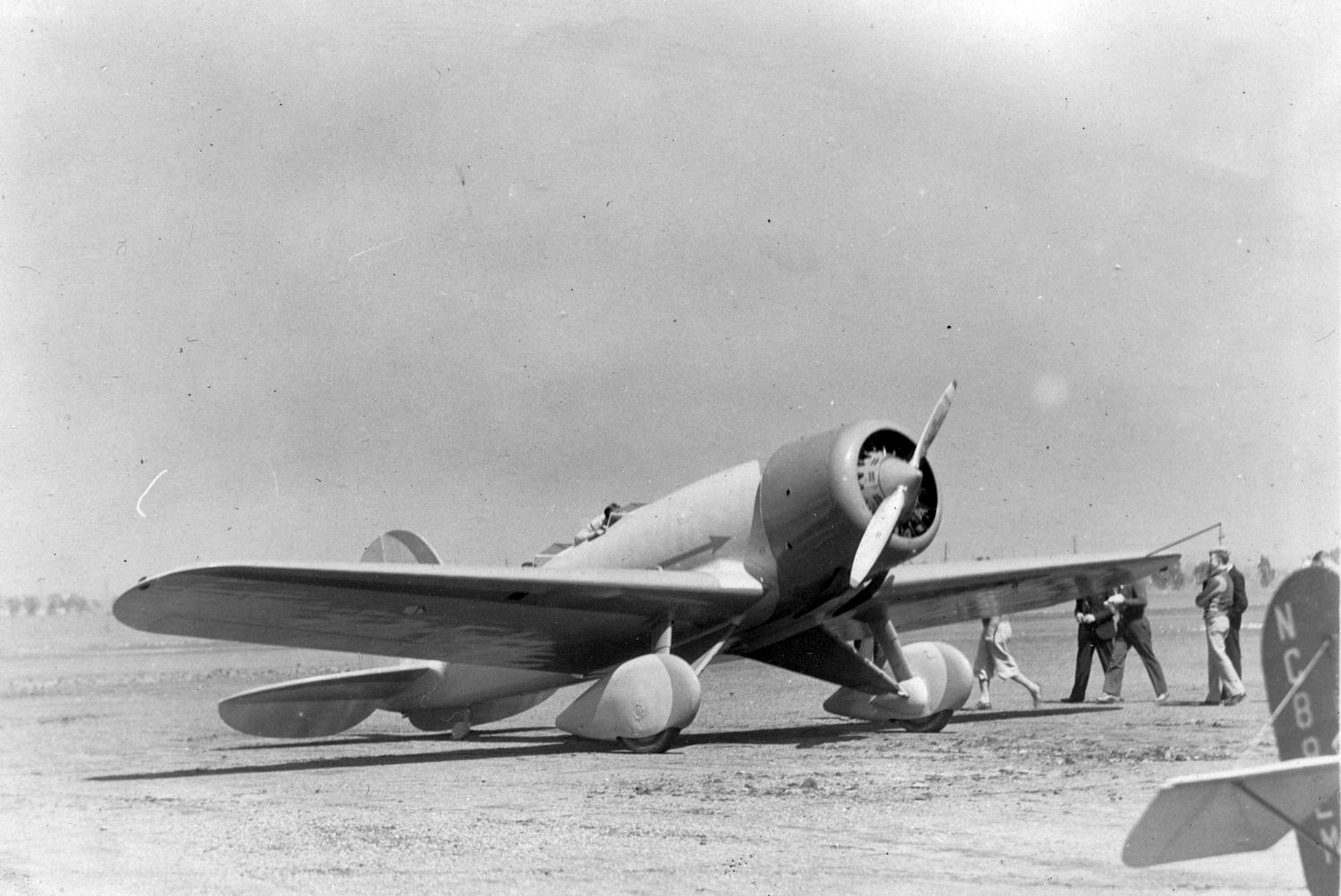

Lockheed 8 Sirius
Monomoteur, biplace, à haute performance et long rayon d'action ; un seul construit pour Charles Lindbergh.
Sirius 8
La première version de production, semblable au Lockheed 8 Sirius ; un seul construit.
Sirius 8A
Exemplaires avec une surface de queue agrandie ; huit construits.
Sirius 8C
Version à quatre places équipée de deux sièges passagers dans une cabine fermée, située entre le moteur et le cockpit du pilote, un seul construit.
DL-2
Fuselage métallique et ailes en bois. Construite par la Detroit Aircraft Corporation.

## Opérateurs
République espagnole
- Forces aériennes de la République espagnole